# Lago de Izabal
Lago de Izabal är en sjö i Guatemala.   Den ligger i departementet Departamento de Izabal, i den östra delen av landet, 170 km nordost om huvudstaden Guatemala City. Lago de Izabal ligger 2 meter över havet. Arean är 677 kvadratkilometer. Den sträcker sig 37,6 kilometer i nord-sydlig riktning, och 50,0 kilometer i öst-västlig riktning.
Följande samhällen ligger vid Lago de Izabal:
- El Estor (15 842 invånare)